# Liste deutschsprachiger christlicher Zeitschriften und Zeitungen

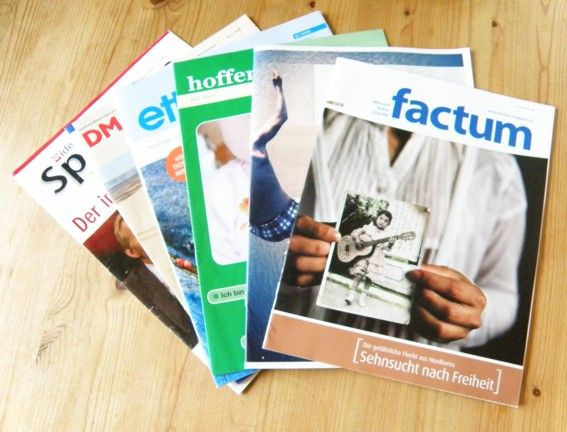
Christliche Zeitschriften

In dieser Liste werden deutschsprachige Zeitschriften, Magazine und Zeitungen aufgenommen, die von einer christlichen Kirche, Glaubensgemeinschaft, Organisation oder Sondergemeinschaft oder von einem Fachverlag für christliche Theologie herausgegeben werden.
Die hier aufgeführten Medien müssen entweder einen eigenen Wikipedia-Eintrag haben oder folgende Kriterien erfüllen:
- sie weisen mehr als vier Seiten Umfang auf,
- sie erscheinen mindestens einmal jährlich,
- sie haben eine deutschsprachige Auflage von mind. 1000 Exemplaren oder erscheinen mindestens 5 Jahre ununterbrochen (eine der Angaben muss belegbar sein)

Ausgenommen bleiben Publikationen von nur lokalem Interesse, wie z. B. Gemeindebriefe, selbst wenn sie die genannten Kriterien erfüllen und reine Online-Publikationen.
Bei der Fülle der Angaben ist Aktualität nicht immer gewährleistet, insbesondere bei den häufig wechselnden Angaben zur Auflage.
Die Tabelle ist sortierbar. Die Abkürzungen (Abk.) stammen aus dem Biographisch-Bibliographischen Kirchenlexikon. Namen einer bestehenden Publikation sind fett geschrieben (zum Beispiel Amos), Namen historischer Zeitschriften kursiv (zum Beispiel Apologetische Blätter aus der Lutherischen Kirche). Bei Umbenennungen einer Zeitschrift/Zeitung können die früheren Namen in der Spalte Zusatzinformation mit angegeben werden, sofern von Bedeutung.

## Tabelle
| Name                                                                                 | Abk.                           | Herausgeber | Ort                                 | Zusatzinformation | Zeitraum                     | Ersch.-Weise                      | Auflage       |
| ------------------------------------------------------------------------------------ | ------------------------------ | --- | ----------------------------------- | --- | ---------------------------- | --------------------------------- | ------------- |
| 24/7 Zeitschrift der TelefonSeelsorge Deutschland                                    |                                | Evangelische Konferenz für TelefonSeelsorge und Offene Tür e. V. und Katholische Konferenz für TelefonSeelsorge und Offene Tür.                                                 | Berlin / Bonn                       | Zeitschrift der Telefonseelsorge Deutschland | seit 1984                    | dreimal jährlich                  | 4.000         |
| 3E                                                                                   |                                | SCM Bundes-Verlag | 58452 Witten                        | 3E – echt. evangelisch. engagiert. Evangelisches Magazin | seit 2012                    | vierteljährlich                   | 3.000         |
| Adam Online                                                                          |                                | Christlicher Verein zur Förderung von Männern, Ehepaaren und Familien | Gießen                              | Männermagazin des Vereins | seit 2004                    | vierteljährlich                   | 13.000        |
| Adventisten heute                                                                    |                                | Siebenten-Tags-Adventisten | Lüneburg                            | Mitgliederzeitschrift der Adventisten, kostenlos beziehbar über die Kirchengemeinde, online abrufbar | seit 1985                    | monatlich                         | 20.000        |
| AK aktuell                                                                           |                                | Römisch-katholische Akademie Klausenhof | Hamminkeln                          | | 1977–2018                    | vierteljährlich                   | 14.000        |
| Akzente                                                                              |                                | Diakonie der Ev. Brüdergemeinde Korntal | Stuttgart-Korntal                   | Informationszeitschrift „für Mensch und Familie“ | bis 2018                     | halbjährlich                      | -             |
| Amos                                                                                 |                                | Amos e. V. | Marl                                | Zeitschrift aus dem „herrschaftskritischen, linken sozialprotestantischen“ Spektrum zu sozialen und kulturpolitischen Themen | seit 1968                    | vierteljährlich                   | 4.000         |
| Analecta Cisterciensia                                                               | ACi                            | Zisterzienserorden | Heiligenkreuz (Österreich)          | Wissenschaftliches Organ des Ordens | seit 1945                    |                                   | -             |
| anders handeln                                                                       |                                | Andere Zeiten | Hamburg                             | Monothematisches Themenheft | seit 2017                    | dreimal im Jahr                   | 15.000        |
| andersLEBEN                                                                          |                                | SCM Bundes-Verlag | 58452 Witten                        | Christliches Magazin für Nachhaltigkeit, neue Lebenskonzepte und Spiritualität | seit 2020                    | vierteljährlich                   | 10.000        |
| Andere Zeiten – Magazin zum Kirchenjahr                                              |                                | Andere Zeiten | Hamburg                             | ökumenisches Magazin zum Kirchenjahr | 2000                         | dreimal im Jahr                   | 180.000       |
| Antenne                                                                              |                                | ERF Medien (Deutschland) | Wetzlar                             | Programmzeitschrift des ERF-Radios und -Fernsehens | seit 1959                    | zweimonatlich                     | 90.000        |
| Apologetische Blätter aus der Lutherischen Kirche                                    |                                | L. Feldner | Erlangen                            | Verlag von Andreas Deichert | 1865–1867                    |                                   | -             |
| Archiv für Reformationsgeschichte                                                    | ARG                            | Verein für Reformationsgeschichte und Society for Reformation Research | Gütersloh                           | Internationale Zeitschrift zur Erforschung der Reformation und ihrer Weltwirkungen | seit 1903                    | jährlich                          | -             |
| Arnoldshainer Akzente                                                                |                                | Evangelische Akademie Arnoldshain | Schmitten-Arnoldshain               | Nachrichten der Ev. Akademie Arnoldshain |                              | halbjährlich?                     | -             |
| Aufatmen                                                                             |                                | SCM Bundes-Verlag | 58452 Witten                        | Zeitschrift für engagierte Christen, die ihren Glauben authentisch leben möchten | seit 1995                    | vierteljährlich                   | 18.000        |
| Aufblick und Ausblick                                                                |                                | Verein zur Stärkung des biblischen Glaubens | Baden-Baden                         | Zeitschrift zur Stärkung des christlichen Glaubens in der Endzeit | seit 2006                    | vierteljährlich                   | 6.000         |
| Augenblick mal                                                                       |                                | Brunnen Verlag, Liebenzeller Gemeinschaftsverband und Süddeutscher Gemeinschaftsverband                                                                                         | Bad Liebenzell                      | Evangelistische Verteilzeitschrift | seit 1933                    | monatlich                         | 31.000        |
| Authentisch                                                                          |                                | Aktion: In jedes Haus | Radevormwald                        | Informationsblatt | seit 1977                    | zweimonatlich                     | 10.000        |
| bausteine                                                                            |                                | Vereinigte Bibelgruppen, Schweiz | Zürich                              | Informationsblatt | seit 1958                    | dreimonatlich                     | 5.000 (Druck) |
| Bayerisches Sonntagsblatt                                                            |                                | Liborius Verlagsgruppe | Hamm                                | Kath. Familienzeitschrift | seit 1881                    | wöchentlich                       | 10.000        |
| Bedacht                                                                              |                                | Bedacht-Magazin e. V. | Göttingen                           | Christliches Hochschulmagazin von und für Studenten | seit 2011                    | halbjährlich                      | 25.000        |
| Bekennende Kirche                                                                    |                                | Verein für Reformatorische Publizistik | Gießen                              | Gemeindeaufbau | seit 1999\|                  | vierteljährlich                   | -             |
| Benediktinische Monatsschrift                                                        | BM                             | Erzabtei Beuron | Beuron                              | Benediktinische Zeitschrift. 1877–1918 Benediktsstimmen, ab 1959 Erbe und Auftrag | 1919–1958                    | monatlich                         | -             |
| Bibel heute                                                                          | BiHe                           | Katholisches Bibelwerk | Stuttgart                           | Mitgliedszeitschrift des Katholischen Bibelwerks | seit 1965                    | vierteljährlich                   | 20.000        |
| Bibel-Info                                                                           |                                | Stiftung Genfer Bibelgesellschaft | Romanel-sur-Lausanne (Schweiz)      | Informationsblatt |                              |                                   | -             |
| Bibel im Gespräch                                                                    |                                | Gnadauer Verlag | Kassel                              | Bibelgesprächshilfe | seit 1996                    | vierteljährlich                   | 1.100         |
| Bibel und Gemeinde                                                                   |                                | Bibelbund | Gefell                              | Aufsätze zur Heiligen Schrift. Von 1901 bis 1954 Nach dem Gesetz und Zeugnis | seit 1955                    | vierteljährlich                   | 3.000         |
| Bibel und Kirche                                                                     | BiKi                           | Katholisches Bibelwerk | Stuttgart                           | Für Nichttheologen | seit 1934                    | vierteljährlich                   | 18.000        |
| Bibel TV                                                                             |                                | Bibel TV | Hamburg                             | Kostenlose Programmzeitschrift |                              | monatlich                         | 223.600       |
| BibelReport                                                                          |                                | Deutsche Bibelgesellschaft | Stuttgart                           | Informationen über Bibelübersetzung und Verbreitung | seit 1968                    | vierteljährlich                   | 52.000        |
| Biblische Notizen. Neue Folge                                                        | BN.NF                          | Fachbereich Bibelwissenschaft und Kirchengeschichte der Universität Salzburg | Freiburg                            | Katholische wissenschaftliche Fachzeitschrift | seit 1976                    | vierteljährlich                   | -             |
| Biblische Zeitung                                                                    | BZ                             | Verlag Ferdinand Schöningh | Paderborn                           | Wissenschaftliche Fachzeitschrift | seit 1957                    | halbjährlich                      | -             |
| Blätter für Württembergische Kirchengeschichte                                       | BlWK                           | Verein für württembergische Kirchengeschichte | Stuttgart                           | Evangelische wissenschaftliche-theologische Fachzeitschrift | seit 1897                    | jährlich                          | -             |
| Bleibt in mir                                                                        |                                | Ernst-Paulus-Verlag | Neustadt/Weinstraße                 | Zeitschrift für die christliche Familie aus dem Spektrum der „geschlossenen“ Brüderbewegung | seit 2016                    | vierteljährlich                   | -             |
| Bonifatiusblatt                                                                      |                                | Bonifatiuswerk der Deutschen Katholiken | Paderborn                           | Mitgliederzeitschrift | seit 1852                    | vierteljährlich                   | 160.000       |
| Bote von Bethel                                                                      |                                | Von Bodelschwinghsche Stiftungen Bethel | Bielefeld                           | Information für die Freunde und Förderer Bethels |                              | vierteljährlich                   | 300.000       |
| Botschafter des Heils in Christo                                                     |                                | R. Brockhaus Verlag | Elberfeld (heute Wuppertal)         | Führendes Organ der deutschen Brüderbewegung. 1853 gegründet als Der Botschafter in der Heimath, ab 1939 als Die Botschaft | 1853–2000                    |                                   | -             |
| Brennpunkt Gemeinde                                                                  |                                | Arbeitsgemeinschaft Missionarische Dienste | Berlin                              | Theologische Zeitschrift mit Impulsen für missionarische Verkündigung und Gemeindeaufbau |                              | zweimonatlich                     | -             |
| Brennpunkt Seelsorge                                                                 |                                | Seminar für Biblische Seelsorge | Greifswald                          | Beiträge zur biblischen Lebensberatung | seit 1947                    | vierteljährlich                   | 1.000         |
| Brosamen von des Herrn Tisch                                                         |                                | Evangelische Gesellschaft | Bern (Schweiz)                      | | 1888–1965                    | monatlich                         | -             |
| bruder jordans weg                                                                   |                                | Bruder-Jordan-Werk | Dortmund                            | Berichte über das Leben und den Seligsprechungsprozess von Bruder Jordan | 1954                         | vierteljährlich                   | 15.000        |
| Brücke zum Menschen                                                                  |                                | Bruderdienst Missionsverlag | Büsum                               | 1958 |                              | vierteljährlich                   | -             |
| Bulletin                                                                             |                                | Offensive Junger Christen (OJC) | Reichelsheim                        | Nachrichten aus dem Deutschen Institut für Jugend und Gesellschaft |                              | halbjährlich                      | 2.500         |
| Charisma                                                                             |                                | Charisma-Verlag, Gerhard Bially | Düsseldorf                          | Charismatisch, ökumenisch, unabhängig. Berichtet vom weltweiten Wirken des Heiligen Geistes in unserer Generation mit Jesus Christus im Mittelpunkt. Möchte zu geistl. Erneuerung beitragen.                                                           | seit 1974                    | vierteljährlich                   | 7.000         |
| Chrismon                                                                             |                                | Gemeinschaftswerk der Evangelischen Publizistik | Frankfurt a. M.                     | früher Deutsches Allgemeines Sonntagsblatt; das Magazin erscheint als Beilage verschiedener Zeitungen | seit 2000                    | monatlich                         | 1.560.000     |
| chrismon plus                                                                        |                                | Gemeinschaftswerk der Evangelischen Publizistik | Frankfurt a. M.                     | Abovariante von Chrismon |                              | monatlich                         | 16.900        |
| Christ in der Gegenwart                                                              |                                | Herder Verlag | Freiburg                            | Katholische Zeitschrift mit ökumenischer Ausrichtung | seit 1949                    | wöchentlich                       | 32.000        |
| Christ und Sozialist                                                                 |                                | Bund der Religiösen Sozialistinnen und Sozialisten Deutschlands | Herford                             | Blätter des Bundes der Religiösen Sozialistinnen und Sozialisten in Deutschland | seit 1948                    | vierteljährlich                   | 500           |
| Christ und Welt                                                                      |                                | Nach wechselvoller Geschichte jetzt regelmäßige Teil-Beilage von Die Zeit für die Leser, die den Teil Christ und Welt abonniert haben                                           | Hamburg                             | Wochenzeitung für Glaube, Geist, Gesellschaft | seit 1948                    | wöchentlich                       | 19.500        |
| Christen Heute                                                                       |                                | Alt-Katholische Kirche in Deutschland | Freiburg                            | Zeitung der Alt-Katholiken in Deutschland | seit 1887                    | monatlich                         | -             |
| Christkatholisch                                                                     |                                | Christkatholische Kirche | Allschwil 2 (Schweiz)               | Zeitschrift der Alt-Katholiken in der Schweiz, früher Christkatholisches Kirchenblatt |                              | zweiwöchentlich                   | -             |
| Christliche Warte                                                                    |                                | Freie Bibelgemeinde | Kirchlengern                        | Bibelstudium, christliches Leben, Bibelauslegung | bis 2009                     | vierteljährlich                   | -             |
| Christlicher Digest: Mensch und Familie                                              |                                | Verlag Christlicher Digest GmbH & Co. KG | Offenburg                           | Monatsmagazin für die ganze Familie | seit 1947                    | monatlich                         | 10.000        |
| Christliches Zeugnis                                                                 |                                | Campus für Christus Schweiz | Zürich                              | Ev.-Zeitschrift der überkonfessionellen Bewegung |                              | vierteljährlich                   | -             |
| Christsein heute                                                                     |                                | Bund Freier evangelischer Gemeinden in Deutschland und SCM Bundes-Verlag | 58452 Witten                        | Zeitschrift für Mitglieder und Freunde der Freien evangelischen Gemeinden (FeG). Bis 1991 Der Gärtner | seit 1893                    | monatlich                         | 4.000         |
| Cistercienser-Chronik                                                                | CistC                          | Norbert Orthen | Mehrerau bei Bregenz                | Fachzeitschrift zur Geschichte, Kunst, Literatur und Spiritualität des Mönchtums, insbesondere der Zisterzienser | seit 1889                    | dreimal jährlich                  |               |
| Internationale katholische Zeitschrift Communio                                      | IKaZ                           | Rémi Brague, Hanna-Barbara Gerl-Falkovitz, Peter Henrici u. a. | Ostfildern                          | Katholisch-theologische Zeitschrift | seit 1972                    | zweimonatlich                     | 1.700         |
| Concilium                                                                            |                                | Echter Verlag | 97070 Würzburg                      | Internationale Zeitschrift für Theologie | seit 1965                    | fünfmal jährlich                  | 700           |
| Confessio                                                                            |                                | Evangelischer Bund Sachsen | Dresden                             | Orientierung auf dem Markt der Religionen |                              | zweimonatlich                     | -             |
| Confessio Augustana                                                                  |                                | Gesellschaft für Innere und Äußere Mission | Neuendettelsau                      | Ev.-lutherisches Magazin für Religion, Gesellschaft und Kultur | seit 1996                    | vierteljährlich                   | 3.500         |
| Danke                                                                                |                                | Die Heilsarmee in Deutschland | Köln                                | Freundesbrief der ev. Freikirche |                              |                                   | 2.000         |
| Das Feste Fundament                                                                  |                                | Gemeinden Christi | Augsburg                            | Verbandszeitschrift dieser Freien Gemeinden |                              | zweimonatlich                     | -             |
| Das HauskreisMagazin                                                                 |                                | SCM Bundes-Verlag | 58452 Witten                        | Glauben gemeinsam leben. Inspirationen zur Gestaltung christlicher Kleingruppen | seit 2006                    | vierteljährlich                   | 5.000         |
| Das Wort für heute                                                                   |                                | Christliche Verlagsgesellschaft | Dillenburg                          | Verteilzeitschrift aus dem Spektrum der „offenen“ Brüderbewegung |                              | monatlich                         | -             |
| Der beste Freund                                                                     |                                | Christliche Schriftenverbreitung (CSV) | Hückeswagen                         | Monatszeitschrift für Kinder aus dem Spektrum der „geschlossenen“ Brüderbewegung | seit 1952                    | monatlich                         | 15.000        |
| Der Bote                                                                             |                                | Russisch Orthodoxe Diözese in Deutschland | München                             | |                              |                                   | -             |
| Der Dom                                                                              |                                | Erzbistum Paderborn | Paderborn                           | Wochenzeitung und Kirchenzeitung für das Erzbistum Paderborn | seit 1945                    | wöchentlich                       | 37.450        |
| Der 13.                                                                              |                                | Albert-Engelmann-Gesellschaft | Rohrbach (Österreich)               | konservativ katholisch |                              | monatlich                         | -             |
| Der Evangelist                                                                       |                                | Bischöfliche Methodistenkirche |                                     | | 1850–1967                    |                                   | 0             |
| Der Fels                                                                             |                                | Der Fels Verein | Kaufering                           | Katholische Monatszeitschrift | seit 1970                    | monatlich                         | -             |
| Der Freund                                                                           |                                | Siebenten-Tags-Adventisten | Alsbach-Hähnlein                    | Kinderzeitschrift der ev. Freikirche |                              | vierteljährlich                   | -             |
| Der Herold                                                                           |                                | Vereinigung Apostolischer Gemeinden | Düsseldorf                          | Mitgliederzeitschrift | seit 1954                    | monatlich                         | 1.000         |
| Der Meister ruft                                                                     |                                | Evangelische Volks- und Schriftenmission | Lemgo-Liene                         | | seit 1997                    | zweimonatlich                     | -             |
| Pflug Magazin                                                                        |                                | Bruderhof Communities, Plough Publishing House | Bad Klosterlausnitz                 | | seit 1985                    | vierteljährlich                   | -             |
| Der Pilger                                                                           |                                | Peregrinus GmbH | Speyer                              | Kirchenzeitung für das Bistum Speyer | seit 1848                    | wöchentlich                       | 22.000        |
| Der schmale Weg                                                                      | DsW                            | Christlicher Gemeinde-Dienst (CGD) Verein zur Förderung christlicher Werke und Gemeinden e. V.                                                                                  | Pforzheim                           | Orientierung im Zeitgeschehen aus „bibeltreuer“ Sicht | seit 2009                    | vierteljährlich                   | 6.000         |
| Der Sonntag                                                                          |                                | Evangelisch-Lutherische Landeskirche Sachsens | Leipzig und Weimar                  | Sächsischen Kirchenzeitung | seit 1946                    | wöchentlich                       | 12.000        |
| Der Tagesanbruch                                                                     |                                | Ernste Bibelforscher | Freinsheim                          | Tagesanbruch Bibelstudien-Vereinigung | seit 1931                    | zweimonatlich                     | 5.000         |
| Der Überblick                                                                        |                                | Arbeitsgemeinschaft kirchlicher Entwicklungsdienst (AG KED) | Hamburg                             | Zeitschrift für ökumenische Begegnung und internationale Zusammenarbeit, Nachfolgezeitschrift: Welt-sichten | 1964–2007                    | vierteljährlich                   | -             |
| Der Wachtturm                                                                        | WT                             | Wachtturm-Gesellschaft der Zeugen Jehovas | Selters (Taunus)                    | Zeitschrift der Zeugen Jehovas | seit 1879                    | monatlich                         | –             |
| Deutsches Pfarrerblatt                                                               | DtPfrBl oder Dtsch. Pfarrerbl. | Verband evangelischer Pfarrerinnen und Pfarrer | Westerstede                         | Die Zeitschrift evangelischer Pfarrerinnen und Pfarrer | seit 1897                    | monatlich                         | 20.000        |
| Diakonie                                                                             |                                | Diakonie, Evangelischer Gemeindedienst | Düsseldorf                          | Berichte und Neuigkeiten aus den Arbeitsgebieten der Diakonie in Düsseldorf | seit 1981                    | vierteljährlich                   | 7.500         |
| Diakonie konkret                                                                     |                                | Diakonisches Werk der EKD | Stuttgart                           | Berichtet aus Arbeitsfeldern der Diakonie, für deren Mitarbeiter | seit 1947                    | zweimonatlich                     | 8.000         |
| Diakrisis                                                                            |                                | Internationale Konferenz Bekennender Gemeinschaften (IKBG/ICN) | Ansbach                             | Geistliche Orientierung für bekennende Christen | seit 1979                    | vierteljährlich                   | 2.500         |
| Die Brücke                                                                           |                                | Arbeitsgemeinschaft Mennonitischer Gemeinden | Ingolstadt                          | Täuferisch-Mennonitische Gemeindezeitschrift | seit 1986                    | zweimonatlich                     | 1.500         |
| Die Christengemeinschaft                                                             |                                | Die Christengemeinschaft | Berlin, Stuttgart                   | Anthroposophische Zeitung |                              | monatlich                         | -             |
| Die Frohe Botschaft                                                                  |                                | Gemeinschaft Christi | Springe                             | Zeitschrift dieser Gruppe, die aus den Mormonen hervorging |                              | zweimonatlich                     | -             |
| Die Gegenwärtige Wahrheit                                                            |                                | Bibelstandarte | Brandenburg an der Havel            | … und Herold der Epiphania Christi | seit 1994                    | vierteljährlich                   | -             |
| Die Gemeinde                                                                         |                                | Bund Evangelisch-Freikirchlicher Gemeinden in Deutschland, K.d.ö.R. | Kassel                              | Gemeindezeitschrift der Baptisten in Deutschland | seit 1946                    | zweiwöchentlich                   | 3.400         |
| Die Jungfrau der Armen                                                               |                                | M. Brimberg-Verlag | Banneux (Belgien) und Düren         | |                              | vierteljährlich                   | -             |
| Die Kirche                                                                           |                                | Evangelische Kirche Berlin-Brandenburg-schlesische Oberlausitz | Berlin                              | Evangelische Zeitung für Berlin, Brandenburg und die schlesische Oberlausitz. Mitglied im Ev. Medienverband |                              | wöchentlich                       | 10.500        |
| Die Neue Ordnung                                                                     |                                | Institut für Gesellschaftswissenschaften Walberberg e. V. | Siegburg                            | auch kostenlos online | seit 1946                    | alle 2 Monate                     | -             |
| Die Neue Schöpfung                                                                   | DNS                            | Freie Bibelforscher | Heiden, Westmünsterland             | Herausgeber: Missionsdienst Freie Bibelforscher e. V. | seit 1940                    | zweimonatlich                     | -             |
| Die Nordelbische                                                                     |                                | Nordelbische Evangelisch-Lutherische Kirche | Hamburg                             | Zeitung für Gemeinde und Gesellschaft, Verbreitung in Hamburg, Schleswig-Holstein sowie unter Deutschsprachigen in Dänemark | 1925–2011                    | wöchentlich                       | 0             |
| Die Tagespost                                                                        |                                | Verlag Johann Wilhelm Neumann | Würzburg                            | Katholische Zeitung für Politik, Gesellschaft und Kultur (früher Deutsche Tagespost) | seit 1948                    | wöchentlich                       | 12.100        |
| DMG-Magazin                                                                          |                                | DMG interpersonal | Weiler (Sinsheim)                   | Berichte der DMG, ihrer Mitarbeiter und 105 Partnerorganisationen über kirchliche und soziale Projekte in aller Welt. Printausgabe, E-Paper und Podcast.                                                                                               | seit 1952                    | 5× jährlich                       | 29.500        |
| Don Bosco Magazin                                                                    |                                | Salesianer Don Boscos (röm.-kath.) | München                             | Familienzeitschrift in der BRD und Österreich | seit 1993                    | zweimonatlich                     | 50.000        |
| Doppelpunkt                                                                          |                                | Dornbusch Medien AG | Baden-Dättwil (Schweiz)             | Evangelisches Wochenmagazin. Ehemals Leben & Glauben | seit 1925                    | wöchentlich                       | 25.000        |
| DRAN                                                                                 |                                | SCM Bundes-Verlag | 58452 Witten                        | Das Magazin zum Selberglauben für junge Erwachsene | seit 1978                    | 6× jährlich                       | 4.000         |
| Echo aus Afrika und anderen Erdteilen                                                |                                | St.-Petrus-Claver-Sodalität | 86154 Augsburg                      | Das Magazin zum Selberglauben für junge Erwachsene | seit 1890                    | zehnmal jährlich                  |               |
| Echo der Liebe                                                                       |                                | Kirche in Not / Ostpriesterhilfe Deutschland e. V. | München                             | Rundbrief mit Berichten über die Arbeit des Hilfswerks (mit Programmübersicht aller Rundfunksender, die Beiträge des Vereins ausstrahlen) | seit 1958                    | zweimonatlich                     | -             |
| echt. Im Glauben wachsen                                                             |                                | Deutscher Jugendverband Entschieden für Christus (EC) / Born-Verlag | Kassel                              | Themen und Material für Junge Erwachsene und Mitarbeiter | seit 2009                    | vierteljährlich                   | 1.800         |
| ehe und familien                                                                     |                                | Katholischer Familienverband Österreichs | Wien                                | Mitgliederzeitung | seit 1966                    | vierteljährlich                   | 30.000        |
| EiNS                                                                                 |                                | Deutsche Evangelische Allianz | Bad Blankenburg                     | Umfangreiches christliches Magazin mit Impulsen aus der Ev. Allianz |                              | vierteljährlich                   | 24.000        |
| Entscheidung                                                                         |                                | Geschenke der Hoffnung e. V. | Berlin                              | Zeitschrift des christlichen Hilfswerks | seit 1963                    | zweimonatlich                     | 25.000–35.000 |
| entschieden – Das EC Magazin                                                         |                                | Deutscher Jugendverband Entschieden für Christus (EC)/Born-Verlag | Kassel                              | Zeitschrift des EC zu Glaubensthemen und mit Nachrichten aus dem Verband (bis Nr. 3/2019 erschienen unter dem Titel: Anruf) | seit 1896                    | vierteljährlich                   | 10.500        |
| Erbe und Auftrag                                                                     | EuA                            | Benediktiner – Erzabtei Beuron | Beuron                              | Benediktinische Zeitschrift. 1877–1918 Benediktsstimmen, 1919–1958 Benediktinische Monatsschrift | seit 1959                    | vierteljährlich                   | 1.200         |
| Erneuerung und Abwehr                                                                |                                | Evangelische Notgemeinschaft in Deutschland | Renningen-Malmsheim                 | | 1966–2005                    |                                   | -             |
| Erwachet!                                                                            | EW                             | Wachtturm-Gesellschaft der Zeugen Jehovas | Selters (Taunus)                    | Zeitschrift der Zeugen Jehovas | seit 1920                    | monatlich                         | -             |
| ethos                                                                                |                                | Schwengeler Verlag | Berneck (Schweiz)                   | Familienzeitschrift zu geistlichen und informativen Themen |                              | monatlich                         | 19.000        |
| Eulenfisch                                                                           |                                | Verlag des Bischöflichen Ordinariats Limburg | Limburg                             | Limburger Magazin für Religion und Bildung |                              | halbjährlich                      | 4.000         |
| Evangelikale Theologie – Mitteilungen                                                | ETM                            | Arbeitskreis für evangelikale Theologie (AfeT) | Gießen                              | Informationsorgan des AfeT (ISSN 1438-3233) | 1995–2013                    | halbjährlich                      | -             |
| Evangelische Kommentare                                                              | EK                             | Kreuz-Verlag | Stuttgart                           | Monatsschrift zum Zeitgeschehen in Kirche und Gesellschaft (ISSN 0300-4236) | 1968–2000                    | monatlich                         | -             |
| Evangelische Orientierung                                                            | EvO                            | Evangelischer Bund | Bensheim                            | Mitgliedsblatt eines der größten protestantischen Verbände | seit 1954                    | vierteljährlich                   | 5.700         |
| Evangelische Theologie                                                               | EvTh                           | Gütersloher Verlagshaus, Michael Meyer-Blanck | Bonn, München                       | Interdisziplinäre Themenhefte für Evangelische Ethik, für Pfarrer, Studenten und Lehrer | seit 1934                    | zweimonatlich                     | 1.200         |
| Evangelische Zeitung (gemeinsam mit Mecklenburgische und Pommersche Kirchenzeitung)  |                                | Evangelischer Presseverband Norddeutschland | Kiel                                | Evangelische Kirchenzeitung mit Ausgaben für Hamburg, Mecklenburg-Vorpommern und Schleswig-Holstein (Nordkirche) sowie Teilen Niedersachsens (Hannover, Oldenburg, Braunschweig)                                                                       | seit 1925                    | wöchentlich                       | 14.500        |
| Evangelisches Gemeindeblatt für Württemberg                                          |                                | Evangelische Landeskirche in Württemberg | Stuttgart                           | Auflagenstärkste evangelische Kirchengebietszeitung in Deutschland | seit 1905                    | wöchentlich                       | 80.000        |
| Evangelisches Sonntagsblatt aus Bayern                                               |                                | Dekan Christoph Schmerl | Rothenburg o. T.                    | Eine der ältesten evangelischen Kirchenzeitungen Deutschlands | seit 1884                    | wöchentlich                       | 35.000        |
| Evangeliums Posaune                                                                  |                                | Christian Unity Press (Gemeinde Gottes (Wiederherstellung)) | Flint (MI), USA                     | Zeitschrift dieser Freikirche (deutschsprachige Ausgabe) | seit 1895                    | monatlich                         | -             |
| Factum                                                                               |                                | Schwengeler Verlag | Berneck (Schweiz)                   | Christliches Wissensmagazin über Glaube, Mensch und Naturwissenschaften |                              | 9 × jährlich                      | 7.000         |
| Faktor C – Das christliche Wirtschaftsmagazin                                        |                                | Christen in der Wirtschaft | Wuppertal                           | Christliches Wissensmagazin über Leben und Wirtschaft |                              | 4 × jährlich                      | 8.000         |
| family                                                                               |                                | SCM Bundes-Verlag | 58452 Witten                        | Christliche Zeitschrift für Partnerschaft und Familie | seit 1992                    | zweimonatlich                     | 24.000        |
| familyNEXT                                                                           |                                | SCM Bundes-Verlag | 58452 Witten                        | Christliche Zeitschrift für Partnerschaft und Familie | seit 2016                    | zweimonatlich                     | 6.000         |
| family FIPS                                                                          |                                | SCM Bundes-Verlag | 58452 Witten                        | Christliches Mitmachmagazin für Kleinkinder von 3–7 Jahren | seit 2018                    | halbjährlich                      | 10.000        |
| Faszination Bibel                                                                    |                                | SCM Bundes-Verlag | 58452 Witten                        | Ein Bibelmagazin, das Lust aufs Buch der Bücher macht | seit 2010                    | vierteljährlich                   | 12.000        |
| FeG Forum                                                                            |                                | Bund Freier evangelischer Gemeinden in Deutschland | Witten                              | Kostenlose Mitgliederzeitschrift der Freikirche |                              | vierteljährlich                   | 27.000        |
| Feierabend                                                                           |                                | Echter Verlag | 97070 Würzburg                      | Christliches Monatsblatt für ältere Menschen |                              | monatlich                         | 4.750         |
| Feuer und Licht                                                                      |                                | Katholischer Verein zur Förderung des geistlichen Lebens | Uedem                               | Zeitschrift der Gemeinschaft der Seligpreisungen | seit 1992                    | monatlich                         | -             |
| Folge mir nach                                                                       |                                | Christliche Schriftenverbreitung e. V. (CSV) | Hückeswagen                         | Zeitschrift für junge Christen aus dem Spektrum der Geschlossenen Brüderbewegung | seit 1993                    | monatlich                         | -             |
| Freikirchenforschung                                                                 | FF                             | Verein für Freikirchenforschung | Erzhausen                           | Thematische Jahrbücher | seit 1991                    | jährlich                          | -             |
| Frieda                                                                               |                                | Christliche Friedenskonferenz Arbeitsgruppe Thüringen | Troistedt                           | eine Zeitschrift der christlichen Friedensbewegung in der DDR | 1984–1992                    | vierteljährlich                   | -             |
| Gänsefuß                                                                             |                                | Bund der Deutschen Katholischen Jugend (BDKJ) Thüringen | 99084 Erfurt                        | Verbandszeitschrift | 1991–2004                    |                                   | 1.300         |
| GEISTbewegt                                                                          |                                | Bund Freikirchlicher Pfingstgemeinden in Deutschland | 64390 Erzhausen                     | Stellungnahmen zu aktuellen Themen aus Gesellschaft und Gemeindeleben. Bis 2009 Wort und Geist | 1969–2018                    | monatlich                         | 4.000         |
| Geistesgegenwärtig. Zeitschrift für Erneuerung in der Kirche                         |                                | Geistliche Gemeindeerneuerung in der Evangelischen Kirche | 34346 Hann.Münden                   | Informationen zu theologischen Themen, aktuellen Fragen des Glaubens sowie zu Aspekten des Gemeindeaufbaus. Bis 2013 Brief an die Freunde der GGE | seit 2014                    | viermal jährlich                  | 7.000         |
| Geist und Leben                                                                      |                                | Echter Verlag | 97070 Würzburg                      | Zeitschrift für christliche Spiritualität | seit 1926                    | viermal jährlich                  | 1.400         |
| Gemeindebrief – Magazin für Öffentlichkeitsarbeit                                    |                                | Gemeinschaftswerk der Evangelischen Publizistik (GEP und Ev. Kirche) | 60439 Frankfurt                     | Nachdruckmaterial und Bilddatenbank für die gemeindliche Publizistik mit Magazinteil mit Reportagen, Servicethemen und Tipps für gemeindliche Öffentlichkeitsarbeit                                                                                    | seit 1970                    | zweimonatlich                     | -             |
| Gemeindegründung                                                                     |                                | Konferenz für Gemeindegründung | 36082 Hünfeld                       | Beiträge zu Gemeindegründung & Gemeindeaufbau | seit 1985                    | vierteljährlich                   | 5.200         |
| gemeinsam.glauben.leben                                                              |                                | Liebenzeller Gemeinschaftsverband | 75378 Bad Liebenzell                | Verbandszeitschrift (bis Dezember 2010 Durchblick & Dienst) | seit 1996                    | zweimonatlich                     | 4.000         |
| Gesandt zu Israel                                                                    |                                | Evangeliumsdienst für Israel | 70771 Leinfelden-Echterdingen       | |                              | zweimonatlich                     | -             |
| Glaube und Denken heute                                                              | GuDh                           | Martin Bucer Seminar | 53111 Bonn                          | Zeitschrift des Martin Bucer Seminars | seit 2008                    | zweimal im Jahr                   | -             |
| Glaube und Heimat                                                                    |                                | Evangelischer Presseverband in Mitteldeutschland e. V. | 39104 Magdeburg                     | Wochenzeitung für die Evangelische Kirche in Mitteldeutschland und die Evangelische Landeskirche Anhalts | seit 1926                    | wöchentlich                       | 10.500        |
| Glauben im Alltag                                                                    |                                | Verlag Christliche Lebensführung | 53177 Bonn                          | Der christliche Brief für ein Leben mit der Bibel |                              |                                   | -             |
| Global                                                                               |                                | OM Deutschland | 74821 Mosbach                       | Die OM-Nachrichten | seit 2004                    | zweimonatlich                     | 13.000        |
| GO!                                                                                  |                                | Liebenzeller Mission | 75378 Bad Liebenzell                | Kinderzeitschrift der Liebenzeller Mission | seit 1909                    | vierteljährlich                   | 9.000         |
| Gottes Wort im Kirchenjahr                                                           |                                | Echter Verlag | 97070 Würzburg                      | ist die bewährte Hilfe zur Gestaltung von Eucharistiefeiern und Wort-Gottes-Feiern | seit 1937                    | dreimal jährlich                  | 4.000         |
| Halte fest                                                                           |                                | Beröa-Verlag | CH-8038 Zürich                      | Zeitschrift für das christliche Leben aus dem Spektrum der „geschlossenen“ Brüderbewegung | seit 1958                    | zweimonatlich                     | -             |
| Healing Times                                                                        |                                | Christliches Zentrum Wiesbaden | 65205 Wiesbaden-Nordenstadt         | Zeitschrift dieser pfingstlich-charismatischen Organisation |                              |                                   | -             |
| Hebronblätter                                                                        |                                | Diakonissen-Mutterhaus Hebron | 35041 Marburg                       | Informationsblatt | seit 1983                    |                                   | 11.000        |
| Heilsarmee-Magazin                                                                   |                                | Heilsarmee in Deutschland | 50677 Köln                          | Die offizielle Zeitschrift der Heilsarmee. Bis 2007 „Der Kriegsruf“ | 1890 bis 2019                | wöchentlich                       | 6.000         |
| Heinrichsblatt                                                                       |                                | Heinrichs-Verlag | 96047 Bamberg                       | Kirchenzeitung für das Erzbistum Bamberg | seit 1893                    | wöchentlich                       | 23.533        |
| Herder Korrespondenz                                                                 | HerKorr                        | Verlag Herder | 79104 Freiburg                      | Informiert über aktuelle Entwicklungen in Kirche, Religion und Gesellschaft | seit 1946                    | monatlich                         | 7.000         |
| Herold der Reformation                                                               |                                | Gemeinschaft der Siebenten-Tags-Adventisten, Reformationsbewegung | 73527 Schwäbisch Gmünd              | Mitglieder- und Informationszeitschrift dieser Freikirche |                              | vierteljährlich                   | -             |
| Herold Seines Kommens                                                                |                                | Herold-Schriftenmission e. V. | 35634 Leun                          | Zeitschrift von und für Freie Christen | seit 1956                    | monatlich                         | 20.000        |
| Herrnhuter Bote                                                                      |                                | Herrnhuter Brüdergemeine | 02747 Herrnhut                      | Magazin für den Freundeskreis der Ev. Brüder-Unität | seit 1992                    | monatlich                         | 2.000         |
| Hilfe und Nahrung                                                                    |                                | Ernst-Paulus-Verlag | 67433 Neustadt/Weinstraße           | Zeitschrift für biblische Themen aus dem Spektrum der „geschlossenen“ Brüderbewegung | 1962–2004                    | monatlich                         | -             |
| Hiltruper Monatshefte                                                                |                                | Herz-Jesu-Missionare | 48165 Münster-Hiltrup               | Missionszeitschrift der Hiltruper Missionare; Anfangs lautete der Titel: Monatshefte. Vereinsorgan der Erzbruderschaft U. L. Frau vom Hlst. Herzen und der Genossenschaften der Missionare vom Hlst. Herzen Jesu.                                      | 1883–2022                    | monatlich, später vierteljährlich | 20.000        |
| Hoffen und Handeln                                                                   |                                | Pfarrer und Kirchenmitglieder der Evangelischen Landeskirche in Baden | 77948 Friesenheim                   | Zeitschrift für engagierte Christen | 1973–2023                    | monatlich                         | 8.600         |
| Hope Magazin (vormals Zeichen der Zeit)                                              |                                | Siebenten-Tags-Adventisten (Kooperation von Advent-Verlag, TOP LIFE Wegweiser-Verlag und HOPE MEDIA)                                                                            | Lüneburg, Wien, Alsbach-Hähnlein    | missionarisches Verteilheft für den deutschsprachigen Raum | seit 1920                    | 2-monatlich                       | 57.000        |
| HopeTV Programmheft                                                                  |                                | Stimme der Hoffnung | 64665 Alsbach-Hähnlein              | Programmzeitschrift des Hope Channel für die Radio- und Fernsehprogramme |                              | monatlich                         | 34.000        |
| Ichthys                                                                              |                                | „Arbeitskreis geistliche Orientierungshilfe im Theologiestudium“ der Bodelschwingh-Studienstiftung                                                                              | 35037 Marburg                       | „Theologische Orientierung für Studium und Gemeinde“ (ISSN 1861-8065) | seit 1985                    | halbjährlich                      | -             |
| idea Dokumentation                                                                   |                                | IDEA (Nachrichtenagentur) | 35578 Wetzlar                       | Dokumentationen zu einzelnen aktuellen christlichen Themen | bis 2012                     | mehrmals jährlich                 | -             |
| idea Spektrum                                                                        |                                | IDEA (Nachrichtenagentur) | 35578 Wetzlar                       | Überregionales evangelisches Wochenmagazin auf der theologischen Basis der Evangelischen Allianz | seit 1979                    | wöchentlich                       | 27.707        |
| Im Glauben leben                                                                     |                                | Christliche Schriftenverbreitung (CSV) | 42490 Hückeswagen                   | Zeitschrift für Bibelleser aus dem Spektrum der „geschlossenen“ Brüderbewegung. Nachfolgezeitschrift der von 1947 bis 2015 erschienenen Zeitschrift Ermunterung und Ermahnung                                                                          | seit 2016                    | monatlich                         | -             |
| Imprimatur                                                                           |                                | Kirche von unten, Fachbereich Theologie der Universität des Saarlands | 66130 Saarbrücken                   | | seit 1968                    | zweimonatlich                     | 1.000         |
| Impulse                                                                              |                                | Campus für Christus Deutschland | 35332 Gießen                        | Zeitschrift für missionarisches Christsein | seit 1978                    | vierteljährlich                   | 16.000        |
| Informationsbrief                                                                    |                                | Bekenntnisbewegung Kein anderes Evangelium | 70794 Filderstadt-Sielmingen        | Informationen dieser Bekenntnisbewegung, die sich Positionen der Ev. Kirche entgegenstellt, die sie als Entstellung der Heiligen Schrift wertet |                              | zweimonatlich                     | 35.000 (1998) |
| [inne]halten                                                                         | Willibaldsbote                 | Bischöflicher Stuhl Eichstätt | 85072 Eichstätt                     | Katholisches Magazin für das Bistum Eichstätt | seit 1934                    | zweiwöchentlich                   |               |
| [inne]halten                                                                         |                                | Sankt Michaelsbund | 80331 München                       | Katholisches Magazin für das Erzbistum München und Freising | seit 1908                    | zweiwöchentlich                   |               |
| insist                                                                               |                                | Schweizerische Evangelische Allianz (SEA) | 8105 Zürich-Regensdorf              | Informationsblatt, Magazin für Verantwortungsträger in Gesellschaft und Kirche | 2008–2020                    | vierteljährlich                   | 2.200         |
| inspiration                                                                          |                                | Echter Verlag | 97070 Würzburg                      | Zeitschrift für christliche Spiritualität und Lebensgestaltung |                              | viermal jährlich                  | 700           |
| Israel heute                                                                         |                                | Israel heute, bibelorientierte Nachrichtenagentur | IL-Jerusalem                        | Nachrichtenquelle über Israel für die christliche Welt (deutsch, englisch, holländisch und koreanisch) |                              | monatlich                         | 16.000        |
| Israelnetz Magazin                                                                   |                                | Christlicher Medienverbund KEP | 35578 Wetzlar                       | Informationen aus und über Israel aus christlicher Sicht, bis 2014 Israelreport | seit 1998                    | zweimonatlich                     | 73.000        |
| Jahrbuch für Evangelikale Theologie                                                  | JETh                           | Arbeitskreis für evangelikale Theologie (AfeT) und Arbeitsgemeinschaft für biblisch erneuerte Theologie (AfbeT)                                                                 |                                     | Aufsätze zur evangelikalen Theologie, mit ausführlichem Rezensionsteil | seit 1987                    | jährlich                          | -             |
| Jesuiten                                                                             |                                | Jesuiten | 80802 München                       | Mitteilungsblatt für Freunde und Förderer des röm.-kath. Ordens | seit 1950                    | vierteljährlich                   | 60.000        |
| jesus.ch-print                                                                       |                                | u. a. jesus.ch | CH-3800 Interlaken                  | Für am Glauben Interessierte | seit 2008                    | vierteljährlich                   | 50.000        |
| Joyce                                                                                |                                | SCM Bundes-Verlag | Witten                              | christliches Frauenmagazin | seit 2001                    | vierteljährlich                   | 12.000        |
| Jumat-Jungscharmaterial                                                              |                                | Deutscher Jugendverband Entschieden für Christus (EC) / Born-Verlag | 34134 Kassel                        | Lektionen für die Arbeit mit 8- bis 12-jährigen Kindern in Kindergottesdienst und Jungschar | seit 1988                    | vierteljährlich                   | 1.800         |
| Junge Front                                                                          |                                | Jugendhaus Düsseldorf | Düsseldorf                          | Untertitel bis 1935: Wochenzeitung ins deutsche Jungvolk, dann Wochenzeitung junger Deutscher, Haupttitel ab Juli 1935: Michael, 1936 verboten | 1932–1936                    | wöchentlich                       | 330.000       |
| Junge Kirche                                                                         | JK                             | Erev-Rav e. V. | Uelzen                              | ursprünglich: Mitteilungsblatt der Jungreformatorischen Bewegung | 1933–1941, seit 1949         | vierteljährlich                   | -             |
| Junia                                                                                |                                | Katholische Frauengemeinschaft Deutschlands | Düsseldorf                          | Mitgliederzeitschrift. Bis 2020: Frau und Mutter | seit 1909                    | monatlich                         | 450.000       |
| Katechetische Blätter                                                                | KatBl                          | Deutscher Katecheten-Verein | 80639 München                       | Zeitschrift zur religionspädagogischen Diskussion und Weiterbildung für Religionsunterricht, Gemeindekatechese und kirchliche Jugendarbeit | seit 1875                    | zweimonatlich                     | 5.000         |
| Katholisches Sonntagsblatt                                                           |                                | Athesia | Bozen                               | Wochenzeitung der Südtiroler Diözese Bozen-Brixen | seit 1927                    | wöchentlich                       | 18.000        |
| Katholische Sonntagszeitung                                                          |                                | Mediengruppe Sankt Ulrich Verlag | 5xxxx Köln                          | Die Stimme des katholischen Deutschland | seit 1885                    | wöchentlich                       | 70.000        |
| KDFB Engagiert                                                                       |                                | Katholischer Deutscher Frauenbund | 80335 München                       | Zeitung für die christliche Frau |                              | monatlich                         | 200.000       |
| Kelle und Schwert                                                                    |                                | Betanien-Verlag | 32832 Augustdorf                    | „Bibeltreues“ Büchermagazin |                              | zwei- bis dreimal jährlich        | -             |
| Kinder Entdeckerheft                                                                 |                                | Christliche Verlagsgesellschaft | 35683 Dillenburg                    | Monatszeitschrift für Kinder (Nachfolger für „Freund der Kinder“) | seit 2017                    | monatlich                         | 4.000         |
| Kirche+Leben                                                                         |                                | Bistum Münster | 48143 Münster                       | Größte Bistumszeitung Deutschlands | seit 1945                    | wöchentlich                       | 100.000       |
| Kirche + Welt                                                                        |                                | Evangelisch-methodistische Kirche in der Schweiz | CH-8026 Zürich                      | Verbandszeitschrift dieser Kirche |                              | monatlich                         | -             |
| Kirche heute                                                                         |                                | Weihbischof Andreas Laun (Salzburg), Erich Maria Fink, Thomas Maria Rimmel | 84498 Altötting                     | | 1993                         | monatlich                         | 10.134        |
| Kirche in Marburg                                                                    |                                | Evangelische Stadtkirchenkreis, katholische Pfarrgemeinden Marburg-Stadt und Ev. Allianz                                                                                        | 35037 Marburg (Lahn)                | Ökumenische Zeitung | seit 1993                    | monatlich                         | 22.000        |
| Kirchenzeitung Köln                                                                  |                                | J.P. Bachem Verlag | 50460 Köln                          | Kirchenzeitung für das Erzbistum Köln | seit 1937/1946               | wöchentlich                       | 25.000        |
| Kirchliche Blätter                                                                   |                                | Evangelische Kirche A. B. in Rumänien | RO-550185 Sibiu-Hermannstadt        | Monatsschrift der Evangelischen Kirche A. B. in Rumänien | seit 1897                    | monatlich                         | >1.000        |
| Kläx                                                                                 |                                | SCM Bundes-Verlag | 58452 Witten                        | Christliches Magazin für Kinder von 8–12 Jahren | seit 1996                    | 10× jährlich                      | 12.000        |
| Kleine Herde                                                                         |                                | H. Kummert & W. Keller | 76135 Karlsruhe                     | Kostenlose Zeitschrift für Glaube - Leben - Gemeinde | seit 1993                    | vierteljährlich                   | 2.000         |
| Kleine Leute – Großer Gott                                                           |                                | SCM Bundes-Verlag | 58452 Witten                        | Materialheft für den Einsatz im Kindergottesdienst und Kindergarten | seit 2009                    | halbjährlich                      | 4.000         |
| Kolpingmagazin                                                                       |                                | Kolpingwerk Deutschland | 50667 Köln                          | | seit 1901                    | monatlich                         | 171.562       |
| komm!                                                                                |                                | Christliche Verlagsgesellschaft | 35662 Dillenburg                    | Jugendzeitschrift aus dem Spektrum der „offenen“ Brüderbewegung | seit 1997 unter diesem Namen | zweimonatlich                     | 2.000         |
| Konradsblatt                                                                         |                                | Erzbistum Freiburg | 79098 Freiburg                      | Bistumszeitung | seit 1916                    | wöchentlich                       | 63.500        |
| Kontinente                                                                           |                                | 24 katholische Ordensgemeinschaften und missio Aachen | Köln                                | Missionszeitschrift | seit 1966                    | vierteljährlich                   | 165.000       |
| Krelinger Briefe                                                                     |                                | Geistliches Rüstzentrum Krelingen | 29664 Walsrode                      | Impulse und Informationen aus dem Geistlichen Rüstzentrum Krelingen | seit 2001                    | zweimonatlich                     | 15.000        |
| Kurier der Christlichen Mitte                                                        |                                | Christliche Mitte | 59329 Liesborn                      | Zeitung der Partei: Für ein Deutschland nach Gottes Geboten | seit 1988                    | monatlich                         | 19.000        |
| Land aktiv                                                                           |                                | Katholische Landvolkbewegung | 53604 Bad Honnef                    | Verbandszeitschrift für engagierte Christen | seit 1949                    | zweimonatlich                     | 11.000        |
| Lebendige Seelsorge                                                                  |                                | Echter Verlag | 97070 Würzburg                      | Zeitschrift für praktisch-theologisches Handeln |                              | sechsmal jährlich                 | 1.100         |
| LebensLauf                                                                           |                                | SCM Bundes-Verlag | 58452 Witten                        | Magazin für Frauen und Männer in der zweiten Lebenshälfte | seit 2007                    | zweimonatlich                     | 7.000         |
| lebenslust                                                                           |                                | SCM Bundes-Verlag | 58452 Witten                        | Missionarisches Magazin für der Kirche fernstehende Menschen | seit 2010                    | vierteljährlich                   | 8.000         |
| Lebensstrom                                                                          |                                | Living Stream Ministry | 10967 Berlin, Anaheim Ca. (USA)     | Förderung des christlichen Glaubens, wie er in der vollständigen Heiligen Schrift, der Bibel, offenbart wird |                              |                                   | -             |
| Lebenszeichen                                                                        |                                | Aktion Lebensrecht für Alle | 86152 Augsburg                      | Evangelisches Wochenmagazin |                              | vierteljährlich                   | -             |
| L’Osservatore Romano                                                                 |                                | Vatikan | I-00120 Vatikanstadt und Ostfildern | Die amtliche Zeitung des Vatikans in deutscher Sprache | seit 1971                    | wöchentlich                       | -             |
| Liahona                                                                              |                                | Kirche Jesu Christi der Heiligen der Letzten Tage | 61352 Bad Homburg                   | Zeitschrift inkl. regionaler Nachrichten der Mormonen |                              | monatlich                         | -             |
| Liboriusblatt                                                                        |                                | Verlag Liboriusblatt | 59067 Hamm                          | Zeitung für die katholische Familie | seit 1899                    | wöchentlich                       | 40.000        |
| LIO-aktuell                                                                          |                                | Licht im Osten | 70825 Korntal-Münchingen            | | seit 1920                    | viermal jährlich                  | 25.000        |
| Liturgie konkret                                                                     |                                | Verlag Pustet | 93051 Regensburg                    | Praxishilfen für die Gestaltung katholischer Gottesdienste | seit 1977                    | monatlich                         | 5.600         |
| Luther                                                                               | Luther                         | Luther-Gesellschaft e. V. | Lutherstadt Wittenberg              | Zeitschrift der Luther-Gesellschaft e. V. | seit 1919                    | dreimal jährlich                  | -             |
| Lutherjahrbuch                                                                       | LuJ                            | Luther-Gesellschaft e. V. | Lutherstadt Wittenberg              | Organ der internationalen Lutherforschung | seit 1919                    | jährlich                          | -             |
| Lutherische Beiträge                                                                 | LuBei                          | | 38124 Braunschweig                  | Zeitschrift für konfessionelle Lutherische Theologie | seit 1995                    | vierteljährlich                   | -             |
| Lydia                                                                                |                                | Gerth Medien GmbH | 35614 Asslar-Berghausen             | Christliche Frauenzeitschrift: Dem Leben auf der Spur | seit 1986                    | vierteljährlich                   | 45.000        |
| Materialdienst                                                                       |                                | Evangelische Zentralstelle für Weltanschauungsfragen | 10117 Berlin                        | Zeitschrift für Religions- und Weltanschauungsfragen | seit 1981                    | monatlich                         | 3.000         |
| Materialdienst                                                                       | MdKI                           | Konfessionskundliches Institut | 64625 Bensheim                      | Fachzeitschrift über konfessionskundliche und ökumenische Fragen in systematischer, historischer und praktisch-theologischer Perspektive | seit 1949                    | zweimonatlich                     | 4.500         |
| mehr                                                                                 |                                | ERF Medien Österreich | 1230 Wien                           | Slogan: „Das Magazin für Leben, Glaube und Gesellschaft“ | seit 2008                    | zweimonatlich                     | 4.000         |
| mehr wert als Perlen                                                                 |                                | Stiftung Edition Nehemia | 3613 Steffisburg                    | Zeitschrift zur Ermutigung für die gläubige und gottesfürchtige Frau | seit 2023                    | dreimal jährlich                  | -             |
| Meine Mission                                                                        |                                | Liebenzeller Mission | 75378 Bad Liebenzell                | Vierseitiges Infomagazin der Liebenzeller Mission | Seit 1979                    | zweimonatlich                     | 20.000        |
| Mission weltweit                                                                     |                                | Liebenzeller Mission | 75378 Bad Liebenzell                | Hauptzeitschrift der Liebenzeller Mission | seit 1900                    | zweimonatlich                     | 14.000        |
| mi-di                                                                                |                                | Arbeitsgemeinschaft Missionarische Dienste | 14195 Berlin                        | Missionarische Diakonie im Gemeindeaufbau: mi-di. Eine Informationsschrift der AMD | 2004–2011                    | zweimonatlich                     | 4.000         |
| miteinander                                                                          |                                | Canisiuswerk | A-1010 Wien                         | Zeitschrift für Berufungspastoral (Vorgänger war bis 1966 die Zeitschrift Volksseele) | Seit 1966                    | zweimonatlich                     | 25.500        |
| mitteilungen                                                                         |                                | Südwestdeutscher Jugendverband Entschieden für Christus (SWD-EC) | 70794 Filderstadt                   | Magazin (Themen und Informationen) |                              | vierteljährlich                   | -             |
| Mitteilungsblatt                                                                     |                                | Priesterbruderschaft St. Pius X. | 70469 Stuttgart                     | Informationsbroschüre dieser Vereinigung |                              | monatlich                         | 12.000        |
| Mitternachtsruf                                                                      |                                | Missionswerk Mitternachtsruf | CH-8600 Dübendorf                   | Informationsblatt zum Zeitgeschehen mit bibl. Hintergrund, auch als PDF | seit 1956                    | monatlich                         | 28.000        |
| Mitwissen Mittun                                                                     |                                | Lebensrechtsverein Pro Conscientia (Hermann Schneider) | 69118 Heidelberg                    | Infobrief „Zum Schutz menschlichen Lebens und für das ungeborene Kind“ | seit 1991                    | jährlich                          | -             |
| Movo                                                                                 |                                | SCM Bundes-Verlag | 58452 Witten                        | Was Männer bewegt. Was Männer bewegen | seit 2014                    | vierteljährlich                   | 10.000        |
| Nachfolge                                                                            |                                | Weltweite Kirche Gottes | 53001 Bonn (Hrsg. und Website)      | Informationsblatt dieser Freikirche | seit 1995                    | vierteljährlich                   | 5.000         |
| Nachrichten aus Israel                                                               |                                | Missionswerk Mitternachtsruf | CH-8600 Dübendorf                   | Informationen aus Israel |                              | monatlich                         | -             |
| Nehemia Info                                                                         |                                | Nehemia Team | 90762 Fürth                         | Magazin für geistliche Erneuerung, Einheit und Gemeindeaufbau in Nordbayern | 1987–2012                    | 2× jährlich                       | 8.000         |
| Neue Bildpost                                                                        |                                | | 59061 Hamm                          | Unabhängige römisch-katholische Wochenzeitung im Boulevardstil | seit 1952                    | wöchentlich                       | 11.000        |
| Neue Kirchenzeitung                                                                  |                                | Erzbistum Hamburg | 20099 Hamburg                       | Die Woche im Erzbistum Hamburg | seit 1995                    | wöchentlich                       | 6.000         |
| Neue Stadt. Monatsmagazin                                                            |                                | Fokolar-Bewegung | 86316 Friedberg Ottmaring           | Informationsmagazin der Bewegung auch über Kirche und Gesellschaft |                              | monatlich                         | 8.000         |
| Neue Wege                                                                            |                                | Religiös-sozialen Vereinigung der Schweiz | CH-8037 Zürich                      | Zeitschrift über Spiritualität, theologische, politische und ethische Fragen | seit 1906                    | monatlich                         | -             |
| Neues Leben                                                                          |                                | Neues Leben Medien | 10063 Berlin, Altenkirchen          | Das christliche Ratgebermagazin zu relevanten Themen des Menschseins. Zielgruppe: Menschen, die an Glaubens- und Lebensfragen interessiert sind | seit 1956                    | vierteljährlich                   | 15.000        |
| oora                                                                                 |                                | oora Verlag GbR | 91522 Ansbach                       | Bis 2010 THE RACE | seit 2000                    | vierteljährlich                   | 1.500         |
| Orientierung                                                                         |                                | Orientdienst e. V. | 65035 Wiesbaden                     | Informationen um Christen zu motivieren, auf Muslime zuzugehen | seit 1963                    | zweimonatlich                     | 4.000         |
| Ostkirchliche Studien                                                                |                                | Echter Verlag | 97070 Würzburg                      | Zeitschrift der Gesellschaft für Ostkirchenforschung | seit 1952                    | zweimal jährlich                  | 300           |
| Pastoralblatt für die Diözesen Aachen, Berlin, Essen, Hildesheim, Köln und Osnabrück | Pastoralblatt                  | Katholische Bistümer Aachen, Essen, Hildesheim, Köln, Osnabrück | 50226 Frechen                       | Pastoraltheologische Reflexion der kirchlichen Praxis | seit 1964                    | monatlich                         | -             |
| Pico                                                                                 |                                | Steyler Missionare | 41311 Nettetal                      | Für Kinder zwischen 6 und 10 Jahren | seit 1990                    | monatlich                         | 30.000        |
| Perspektive                                                                          |                                | Christliche Verlagsgesellschaft | 35683 Dillenburg                    | Christliches Magazin aus dem Spektrum der „offenen“ Brüderbewegung (vereinigt aus „Die Wegweisung“ und „Die Botschaft“) | seit 2001                    | zweimonatlich                     | 5.000         |
| Perspektiven                                                                         |                                | Freikirchlicher Bund der Gemeinde Gottes | 34560 Fritzlar                      | Gemeindezeitschrift (ehemals „Evangeliumsposaune“) |                              | zweimonatlich                     | -             |
| Philadelphia-Briefe                                                                  |                                | Philadelphia-Verein | 71229 Leonberg                      | Zeitschrift des dem Diakonischen Werk angeschlossenen Vereins | seit 1948                    |                                   | 3.000         |
| Podium                                                                               |                                | Evangelisch-methodistische Kirche | 60487 Frankfurt am Main             | Für haupt- und ehrenamtliche Mitarbeiter der Kirche |                              | monatlich                         | 2.000         |
| Präsent                                                                              |                                | Tyrolia Verlag | A-6020 Innsbruck                    | Österreichische Wochenzeitung für Politik, Religion, Gesellschaft und Kultur. Das Vorgänger-Organ Tiroler Volksbote erschien seit 1892. | 1973–1997                    | wöchentlich                       | -             |
| Praxis gottesdienst                                                                  |                                | Römisch-katholische Kirche in Deutschland, Verlag Herder, Freiburg | 54290 Trier                         | für Deutschland, Österreich und die Schweiz | seit 2002                    | monatlich                         | 5.000         |
| Pro                                                                                  |                                | Christlicher Medienverbund KEP | 35528 Wetzlar                       | Über aktuelle Entwicklungen in der Medienwelt und zu Themen aus Kirche, Gesellschaft, Medien oder Politik |                              | zweimonatlich                     | 78.000        |
| Prüfet Alles                                                                         |                                | Christadelphian Gemeinden | 73249 Wernau                        | Artikel über biblische Begriffe und Prophetie |                              | zweimonatlich                     | -             |
| Publik-Forum                                                                         |                                | Publik-Forum Verlagsgesellschaft | 61440 Oberursel (Taunus)            | Themen von Theologie bis Wirtschaft, orientiert an den Zielen Frieden, soziale Gerechtigkeit und Bewahrung der Schöpfung. Kritische und ökumenische Zeitschrift                                                                                        | seit 1972                    | zweiwöchentlich                   | 38.000        |
| P&S                                                                                  |                                | Akademie für Psychotherapie und Seelsorge und SCM Bundes-Verlag | 35066 Frankenberg, 58452 Witten     | Fachzeitschrift für Therapeuten, Seelsorger, Ärzte und Berater, die fachliches Wissen auf christlicher Basis erhalten. | seit 2004                    | vierteljährlich                   | 4.000         |
| Religion heute                                                                       | ReHe                           | Friedrich Verlag | 30926 Seelze                        | Materialien für den Religionsunterricht, zuvor erschienen als Evangelische Unterweisung (1969–1970), ZRP (1970–1981) | bis 2007                     | vierteljährlich                   | -             |
| Reliprax                                                                             |                                | arendtap Verlags-GmbH | 28209 Bremen                        | Schülerorientierte Zeitschrift für alle, die religionspädagogisch tätig sind | seit 1992                    | vierteljährlich                   | -             |
| respect                                                                              |                                | Neufeld Verlag | 92521 Schwarzenfeld                 | Kulturelle und gesellschaftliche Themen aus bewusst christlicher Perspektive diskutiert | 2007–2010                    | halbjährlich                      | 2.000         |
| Ruf in die Zeit                                                                      |                                | Missionsbenediktiner Abtei Münsterschwarzach | 97359 Münsterschwarzach             | Die Zeitschrift der Abtei Münsterschwarzach | seit 1952                    | 4× jährlich                       | 50.000        |
| RuhrWort                                                                             |                                | Bistum Essen | 45127 Essen                         | Römisch-katholische Kirchenzeitung | 1959–2013                    | wöchentlich                       | 18.000        |
| Rundbrief                                                                            |                                | Communität Christusbruderschaft Selbitz | 95152 Selbitz (Ofr.)                | Informationsblatt des evangelischen Ordens | seit 1950                    | halbjährlich                      | -             |
| Rundbrief                                                                            |                                | Kommunikationsdienst für Charismatische Erneuerung in der katholischen Kirche                                                                                                   | 94032 Passau                        | Für charismatische Gemeindeerneuerung in der katholischen Kirche | seit 1992                    | vierteljährlich                   | -             |
| Salzburger Theologische Zeitschrift                                                  |                                | Katholisch-Theologische Fakultät der Universität Salzburg | A-5020 Salzburg                     | Theologische Fachzeitschrift mit Schwerpunkt auf systematischen Fragestellungen |                              | zweimal jährlich                  | 5.000         |
| Salzkorn                                                                             |                                | Offensive Junger Christen | 64385 Reichelsheim (Odenwald)       | Anstiftungen zum gemeinsamen Christenleben. Freundesbrief der ökumenischen Kommunität |                              | zweimonatlich                     | 18.000        |
| Schlangenbrut                                                                        |                                | Schlangenbrut e. V. | 48143 Münster                       | Autonome Zeitschrift für feministisch und religiös interessierte Frauen | 1983–2014                    | vierteljährlich                   | 3.000         |
| Seraphischer Kinderfreund                                                            |                                | Seraphisches Liebeswerk Altötting | 84503 Altötting                     | Mitgliederzeitschrift des SLW e. V. | seit 1890                    | zweimonatlich                     | 44.000        |
| SevenEleven                                                                          |                                | SCM Bundes-Verlag | 58452 Witten                        | Materialheft für den Einsatz im Kindergottesdienst und Kindergarten | seit 2013                    | halbjährlich                      | 3.000         |
| Sonntag                                                                              |                                | | CH-5400 Baden                       | Röm.-katholische Zeitschrift |                              | wöchentlich                       | -             |
| Sonntagsblatt – Evangelische Wochenzeitung für Bayern                                |                                | Evangelischer Presseverband für Bayern | 80636 München                       | Auflagenstärkste evangelische Kirchengebietszeitung in Bayern, seit 2016 auch als tägliches Online-Magazin | seit 1945                    | wöchentlich                       | 35.000        |
| Sonntagsgruß                                                                         |                                | Evangelische Kirche im Rheinland | 40476 Düsseldorf                    | Evangelische Wochenzeitung an Saar, Mosel, Nahe, und im Hunsrück | seit 1921                    | wöchentlich                       | -             |
| SOS-Leben                                                                            |                                | Deutsche Vereinigung für eine christliche Kultur | 60439 Frankfurt am Main             | Informationsblatt dieser katholischen Initiative |                              |                                   | -             |
| Spirit                                                                               |                                | Neuapostolische Kirche | 60327 Frankfurt am Main             | Magazin für junge Leute | seit 2002                    | zweimonatlich                     | 9.000         |
| Leben jetzt                                                                          |                                | Steyler Missionare | 41311 Nettetal                      | Familienzeitschrift, Lebens- und Glaubenshilfe, Spiritualität und Berichte aus der Mission (ehem. Stadt Gottes) |                              | monatlich                         | 235.000       |
| Standpunkte                                                                          |                                | Evangelische Landeskirche in Baden | 76137 Karlsruhe                     | Kirchenzeitung, aufgrund sinkender Auflage eingestellt zugunsten von Chrismon | bis 2008                     |                                   | -             |
| Stimmen der Zeit                                                                     | StZ                            | Jesuitenorden | 80802 München                       | Zeitschrift für christliche Kultur | seit 1865                    | monatlich                         | 4.500         |
| Tag des Herrn                                                                        |                                | St. Benno-Verlag | 04159 Leipzig                       | Katholische Zeitung der Bistümer Dresden-Meißen, Erfurt, Görlitz und Magdeburg. Ehemals St. Bennoblatt | seit 1926                    | wöchentlich                       | 26.500        |
| TEC: Teens erleben Christus                                                          |                                | Deutscher Jugendverband Entschieden für Christus (EC) / Born-Verlag | 34134 Kassel                        | Magazin für Mitarbeiter in der Teen-, Jugend- und Konfirmandenarbeit | seit 1997                    | vierteljährlich                   | 1.800         |
| teensmag                                                                             |                                | SCM Bundes-Verlag | 58452 Witten                        | Christliches Magazin für Teenager | seit 1985                    | zweimonatlich                     | 14.000        |
| Theo                                                                                 |                                | Theo. Katholisches Magazin Unternehmensgesellschaft mbh. | 40215 Düsseldorf, Berlin            | Katholisches Magazin (2008 mit dem Preis Best of Corporate Publishing in Gold ausgezeichnet) | seit 2007                    | vierteljährlich                   | 20.000        |
| Theologische Beiträge                                                                | ThBeitr                        | SCM R. Brockhaus | 58452 Witten                        | Zeitschrift für ev. Pfarrer, Theologiestudenten, Dozenten von Pfr. Heinzpeter Hempelmann und Michael Herbst | seit 1970                    | zweimonatlich                     | 3.400         |
| Theologisches                                                                        | Theol                          | Manfred Hauke | 51103 Köln                          | Konservative röm.-kath. theologische Fachzeitschrift | seit 1970                    | zweimonatlich                     | 3.000         |
| Theologisches Gespräch                                                               | ThGespr                        | Oncken-Verlag (Wuppertal) und SCM Bundes-Verlag | 34080 Kassel                        | Freikirchliche Beiträge zur Theologie | seit 1977                    | vierteljährlich                   | -             |
| Top Life Magazin                                                                     |                                | Top Life Center | A-2104 Spillern                     | Artikel zu Glaube, Familie und Gesellschaft | 2009                         |                                   | -             |
| Tropinka                                                                             |                                | Licht im Osten | 70825 Korntal-Münchingen            | | seit 1995                    | sechsmal jährlich                 | 15.000        |
| Una Sancta                                                                           | US                             | Ökumenisches Institut | 94557 Niederaltaich                 | Ökumenische Theologie und Spiritualität |                              | vierteljährlich                   | -             |
| Unterwegs                                                                            |                                | Evangelisch-methodistische Kirche | 60487 Frankfurt am Main             | Kirchenzeitschrift für Deutschland |                              | zweiwöchentlich                   | 7.500         |
| Unsere Familie                                                                       |                                | Neuapostolische Kirche | 60327 Frankfurt am Main             | Mitgliederzeitschrift |                              |                                   | 67.000        |
| Unsere Kirche                                                                        |                                | Evangelische Kirche von Westfalen | 33602 Bielefeld                     | Evangelische Kirchenzeitung und Gesprächsforum für Gemeinden, Kirchenkreise und Einrichtungen der Ev. Kirche von Westfalen und der Lippischen Landeskirche                                                                                             | seit 1960                    | wöchentlich                       | 50.000        |
| Unser Weg                                                                            |                                | Freie Christliche Jugendgemeinschaft | 58513 Lüdenscheid                   | Zeitschrift für Mitglieder, Freunde und Förderer der Gemeinschaft |                              | halbjährlich                      | 30.000        |
| Vatican Magazin                                                                      |                                | Fe-Medienverlags GmbH | 88353 Kisslegg                      | Deutschsprachiges, katholisches Kultur- und Nachrichtenmagazin aus Rom | seit 2007                    | monatlich                         | 5.000         |
| Verkündigung und Forschung                                                           | VuF                            | Gütersloher Verlagshaus, Heinrich Assel u. a. | 33311 Gütersloh                     | Die Rezensionszeitschrift bringt Sammelbesprechungen aus den einzelnen theologischen Disziplinen | seit 1956                    | halbjährlich                      | 1.000         |
| was + wie                                                                            |                                | Gütersloher Verlagshaus | 33311 Gütersloh                     | Praxisideen, Orientierung und inhaltliche Impulse für Erzieherinnen und Erziehern in konfessionellen Kindertageseinrichtungen | seit 1972                    | vierteljährlich                   | 2900          |
| Weg der Nachfolge                                                                    |                                | Bruderschaft der Freien Evangeliums Christen Gemeinden Deutschland (BFECG) | 67346 Speyer                        | |                              | vierteljährlich                   | -             |
| Wege zum Menschen                                                                    | WzM                            | Vandenhoeck & Ruprecht | 37070 Göttingen                     | Zeitschrift für Seelsorge und Beratung, heilendes und soziales Handeln. Organ der Evangelischen Konferenz für Familien- und Lebensberatung, der Deutschen Gesellschaft für Pastoralpsychologie und der Konferenz für evangelische Krankenhausseelsorge | seit 1949                    | zweimonatlich                     | 1100          |
| Weißenseer Blätter                                                                   | WBI                            | Weißenseer Arbeitskreis der Evangelischen Kirche Berlin-Brandenburg | 10318 Berlin                        | Der Weißenseer Arbeitskreis repräsentierte in der DDR einen staatsnahen Flügel der Ev. Kirche | 1982–2006                    | dreimal jährlich                  | -             |
| Weißes Kreuz                                                                         |                                | Evangelische Fachverband für Sexualethik und Seelsorge Weißes Kreuz | 34292 Ahnatal/Kassel                | Zeitschrift über Lebensfragen in Bezug auf Ehe, Familie und Sexualität |                              | vierteljährlich                   | 11.000        |
| Weite Welt                                                                           |                                | Steyler Missionare | 41311 Nettetal                      | Kindermissionsmagazin |                              | monatlich                         | 30.000        |
| Welt der Frauen                                                                      |                                | Verlag Welt der Frau | A-4020 Linz                         | Österreichische Frauenzeitschrift; vormals Licht des Lebens und Welt der Frau | seit 1948                    | monatlich                         | 62.000        |
| Welt des Kindes                                                                      | WdK                            | Verband Katholischer Tageseinrichtungen für Kinder (KTK) | 80639 München                       | Unterstützung für die Arbeit von ErzieherInnen und ElementarpädagogInnen | seit 1972                    | zweimonatlich                     | 10.000        |
| Welt und Umwelt der Bibel                                                            |                                | Katholisches Bibelwerk | 70176 Stuttgart                     | Über Kultur, Religion und Geschichte der biblischen Länder. Deutsche Ausgabe der französischen Zeitschrift Le Monde de la Bible | seit 1996                    | vierteljährlich                   | 20.000        |
| Weltweit verbunden                                                                   |                                | Herrnhuter Brüdergemeine | 73087 Bad Boll                      | Missionsblatt der Brüdergemeine | seit 1950                    | vierteljährlich                   | 22.000        |
| Wendekreis                                                                           |                                | Bethlehem Mission Immensee | CH-6405 Immensee                    | Informationsblatt der Mission |                              | neunmal jährlich                  | -             |
| Willow Magazin                                                                       |                                | Willow-Creek-Bewegung in Deutschland und der Schweiz | 35396 Gießen                        | Für engagierte Mitarbeiter der Gemeinde. Mit Gemeindeporträts, Interviews, News aus Willow/USA, Predigten von Bill Hybels, Materialien usw.; bis 2011: Willownetz                                                                                      | seit 1999                    | vierteljährlich                   | 30.000        |
| Wort aus Jerusalem                                                                   |                                | Internationale Christliche Botschaft Jerusalem, Gottfried Bühler | 70473 Stuttgart (dt. Ausgabe)       | christlich-zionistisches Magazin |                              | zweimonatlich                     | -             |
| Wort und Wahrheit                                                                    |                                | I.1-II.12: Karl Strobl, Otto Mauer; III.1-VI.12: Otto Mauer, Otto Schulmeister; VII.1-XXVIII.6: Anton Böhm (IX.2-XXVIII.6), Otto Mauer, Karlheinz Schmidthüs, Otto Schulmeister | A-1010 Wien                         | Röm.-kath. österreichische Monatszeitschrift für Religion und Kultur | 1946–1973                    | monatlich                         | -             |
| Wort und Wissen info                                                                 |                                | Studiengemeinschaft Wort und Wissen | 72270 Baiersbronn                   | Christliche Arbeitsgemeinschaft evangelikaler Prägung, behandelt Fragen der Wissenschaft und orientiert sich am Intelligent Design | seit 1989                    | vierteljährlich                   | 8000          |
| Würzburger katholisches Sonntagsblatt                                                |                                | Diözese Würzburg | 97070 Würzburg                      | Röm.-kath. Kirchenzeitung |                              |                                   | -             |
| YOU!                                                                                 |                                | Jugendverein für christlich/katholische Werte | A-1010 Wien                         | In Österreich erscheinendes katholisches Jugendmagazin | seit 1993                    | zweimonatlich                     | 16.000        |
| Youngsta                                                                             |                                | Adventjugend der Freikirche der Siebenten-Tags-Adventisten in Deutschland | 10414 Berlin                        | Die Zeitschrift für die Adventjugend in Deutschland | seit 2003                    | vierteljährlich                   | 2.000         |
| Z                                                                                    |                                | Zukunft Europa e. V. | 73014 Göppingen                     | Das Umdenk Impuls Zukunft Gestaltungs Magazin | seit 2010                    | zweimonatlich                     | -             |
| Zeit-Journal                                                                         |                                | Arbeitsgemeinschaft für Weltanschauungsfragen | 24790 Schacht-Audorf                | Informationsdienst mit Nachrichten und Meinungen zu Religionen, Sekten, Kulten, Irrlehren, Neuzeitreligionen, Zeitströmungen, Patchwork-Religion und dem neuen Atheismus                                                                               |                              | vierteljährlich                   | -             |
| Zeitschrift für die Alttestamentliche Wissenschaft                                   | ZAW                            | Verlag Walter de Gruyter | 10785 Berlin                        | Überkonfessionelle fachwissenschaftliche theologische Zeitschrift | seit 1881                    | vierteljährlich                   | 1.200         |
| Zeitschrift für die Neutestamentliche Wissenschaft                                   | ZNW                            | Verlag Walter de Gruyter | 10785 Berlin                        | Überkonfessionelle fachwissenschaftliche theologische Zeitschrift | seit 1900                    | halbjährlich                      | 1.000         |
| Zeitschrift für Gottesdienst und Predigt                                             | ZGP                            | Gütersloher Verlagshaus | 33311 Gütersloh                     | Für die homiletische und liturgische Arbeit aller, die Gottesdienste leiten | seit 1983                    | vierteljährlich                   | 1.000         |
| Zeitschrift für Theologie                                                            | ZTh                            | Johann Leonhard Hug (1765–1846), Franz Anton Staudenmaier (1800–1856), Johann Baptist von Hirscher (1788–1865) u. a. im Verlag Wagner’sche Buchhandlung                         | Freiburg i.Br.                      | Katholische Tübinger Schule, Reformkatholizismus | 1839–1849                    | vierteljährlich                   | -             |
| Zeitschrift für Theologie und Gemeinde                                               | ZThG                           | Gesellschaft für Freikirchliche Theologie und Publizistik | 26121 Oldenburg                     | Zeitgemäße theologische Kenntnisse und Fragestellungen einer öffentlichen Diskussion zugänglich machen | seit 1996                    | jährlich                          | -             |
| Zeitschrift für Theologie und Kirche                                                 | ZThK                           | Verlag Mohr Siebeck | 72074 Tübingen                      | Wissenschaftliche Zeitschrift, die zentrale Themen der Theologie und der kirchlichen Praxis erörtert | seit 1891                    | vierteljährlich                   | -             |
| zeitzeichen                                                                          |                                | Gemeinschaftswerk der Evangelischen Publizistik | 60439 Frankfurt am Main             | Evangelische Kommentare zu Religion und Gesellschaft. Nachfolgerin von Evangelische Kommentare, Die Zeichen der Zeit / Lutherische Monatshefte und Reformierte Kirchenzeitung                                                                          | seit 2000                    | monatlich                         | 13.000        |
| zur debatte                                                                          |                                | Katholische Akademie in Bayern | 80802 München                       | Themen der Katholischen Akademie in Bayern | seit 1970                    | zweimonatlich                     | 12.000        |
| Zuversicht und Stärke                                                                |                                | Lebendige Gemeinde. Christusbewegung in Württemberg | 70825 Korntal-Münchingen            | Zeitschrift für Gottesdienst und Verkündigung | seit 1982                    | zweimonatlich                     | -             |